# Walter von Hippel (General)
Walter Ernst Georg Ludwig von Hippel (* 27. Mai 1897 in Friedrichsthal, Kreis Oppeln; † 29. November 1972 in Buchholz in der Nordheide) war ein deutscher Generalleutnant der Luftwaffe im Zweiten Weltkrieg.

## Leben

### Herkunft
Walter von Hippel entstammte dem Adelsgeschlecht von Hippel. Er war ein Sohn des preußischen Forstmeisters Armin von Hippel (* 1864) und dessen Ehefrau Margarete, geborene Eberhardt (1875–1922).

### Militärkarriere
Hippel trat nach Ausbruch des Ersten Weltkriegs am 8. August 1914 als Fähnrich in das Infanterie-Regiment „Großherzog von Sachsen“ (5. Thüringisches) Nr. 94 der Preußischen Armee ein. Er nahm zunächst an den Kämpfen im neutralen Belgien teil, verlegte Ende August 1914 an die Ostfront und wirkte u. a. in den Schlachten an den Masurischen Seen sowie um Łódź. Ende Dezember 1914 avancierte er zum Leutnant und wurde im März 1915 erstmals verwundet. Während seine Genesungszeit war Hippel von Mitte Mai bis Mitte September 1915 als die Kriegsschule in Kassel kommandiert und kehrte Anfang Oktober 1915 zu seinem Regiment zurück, das zwischenzeitlich an der Westfront lag. Am 8. Oktober 1918 geriet er verwundet in britische Kriegsgefangenschaft, aus der er nach Kriegsende im Juli 1919 entlassen wurde. Für sein Wirken während des Krieges hatte er beide Klassen des Eisernen Kreuzes, das Verwundetenabzeichen in Silber, die Hessische Tapferkeitsmedaille, das Ritterkreuz II. Klasse des Hausordens vom Weißen Falken und des Herzoglich Sachsen-Ernestinischen Hausordens mit Schwertern sowie das Wilhelm-Ernst-Kriegskreuz erhalten.
Nach seiner Freilassung stand Hippel zunächst zur Verfügung der Armee. Von Ende August bis Anfang September 1919 war er als Ordonnanzoffizier beim Stab der Freiwilligenbrigade von Taysen bei der Garde-Kavallerie-Schützen-Division. Anschließend wurde er in die Vorläufige Reichswehr übernommen und war von 1921 bis 1934 im 9. (Preußisches) Infanterie-Regiment. Hier wurde er zum Oberleutnant befördert und diente u. a. 1923 in der 4. (MG)-Kompanie.
Zum 1. April 1935 wechselte Hippel zur Luftwaffe über. Von der Aufstellung Anfang Oktober 1939 bis 6. Juli 1940 war er als Oberstleutnant erster Kommandeur des Flak-Regiments 102. Am 29. Juli 1940 erhielt er das Ritterkreuz des Eisernen Kreuzes. Von Juni 1942 bis 30. Juni 1942 war er als Oberst erster Kommandeur der 10. Flak-Brigade. Anschließend übernahm er bis Ende April 1944 die 3. Flak-Division (Hamburg). In dieser Position wurde er am 1. April 1943 zum Generalmajor befördert. Als Kommandeur war er von der Aufstellung bis Anfang Februar 1945 erster Kommandeur der 25. Flak-Division. Die Division wurde für die Luftverteidigung Norditaliens eingesetzt und Hippel erhielt am 1. August 1944 die Beförderung zum Generalleutnant. Am 10. Februar 1945 übernahm Hippel von Generalleutnant Walter Kathmann die 27. Flak-Division (Königsberg), wurde aber kurz vor Kriegsende im April 1945 wieder abgelöst. Mit der bedingungslosen Kapitulation der Wehrmacht befand er sich vom 8. Mai 1945 bis 1948 in britischer Kriegsgefangenschaft.

### Familie
Hippel heiratete am 4. Mai 1921 in Potsdam Olga von Held (* 1900), Tochter des Generalmajors Siegfried von Held. Nachdem diese Ehe im März 1928 geschieden worden war, heiratete er am 3. Juli 1929 in Potsdam Margret Müssemeier (* 1906).
Am 12. Oktober 1934 kam Tochter Carola-Barbara von Hippel in Brandenburg an der Havel zur Welt, die am 22. Juni 1956 in Hamburg York von Wulffen (Nachkomme des Georg Otto von Wulffen) heiratete und im Jahr 2020 in Rosengarten/Landkreis Harburg verstarb.